# Hajdúhadház
Hajdúhadház là một thành phố thuộc hạt Hajdú-Bihar, Hungary. Thành phố này có diện tích 87,8 km², dân số năm 2010 là 12506 người, mật độ 142 người/km².